# 柏 (駆逐艦)
|                        | |
| 艦歴                   | |
| 計画                   | 1914年度                                                                                                  |
| 起工                   | 1914年11月3日                                                                                             |
| 進水                   | 1915年2月14日                                                                                             |
| 就役                   | 1915年4月4日                                                                                              |
| その後                 | 1933年1月12日廃駆逐艦第4号と仮称                                                                          |
| 除籍                   | 1932年4月1日                                                                                              |
| 性能諸元（計画公表値） | |
| 排水量                 | 基準：公表値 595トン 常備：計画 665トン                                                                   |
| 全長                   | 全長：82.90 m 水線長：82.29m 垂線間長：260 ft 0 in (79.25 m)                                              |
| 全幅                   | 24 ft 0+3⁄8 in (7.32 m)                                                                                   |
| 水線幅                 | 24 ft 0 in (7.32 m)                                                                                       |
| 吃水                   | 7 ft 9 in (2.36 m)                                                                                        |
| 深さ                   | 15 ft 3 in (4.65 m)                                                                                       |
| 機関                   | 推進：3軸 主機：直立4気筒3段レシプロ 3基 出力：計画 9,500馬力 ボイラー：ロ号艦本式缶 重油専焼2基、混焼2基 |
| 速力                   | 30ノット 1931年時 31ノット                                                                                |
| 燃料                   | 重油137トン、石炭100トン                                                                                  |
| 航続距離               | 1,600カイリ / 15ノット                                                                                    |
| 乗員                   | 竣工時定員 90名 1920年調 94名 1928年公表値 96名                                                           |
| 兵装                   | 40口径12cm単装砲 1門 40口径8cm単装砲 4門 45cm連装魚雷発射管 2基4門                                        |
| 搭載艇                 | 4隻 |
| 備考                   | ※トンは英トン                                                                                             |

柏（かしわ）は、大日本帝国海軍の駆逐艦で、樺型駆逐艦の7番艦である。

## 艦歴
1914年（大正3年）11月3日、三菱長崎造船所で起工、1915年（大正4
年）2月14日、進水し、同年4月4日に竣工。
第一次世界大戦では、1917年（大正6年）から1919年（大正8年）まで、シンガポール方面警備と地中海の海上護衛に従事した。
1932年（昭和7年）4月1日に除籍。1933年（昭和8年）1月12日、廃駆逐艦第4号（二代）と仮称。

## 艦長
※『日本海軍史』第9巻・第10巻の「将官履歴」及び『官報』に基づく。
駆逐艦長
- 水木宇一 少佐：1915年3月1日[8] - 1916年12月1日

兼海軍艦政本部艤装員（1915年3月1日 - 1915年4月4日）
- 後藤章 少佐：1916年12月1日 - 1918年7月5日
- 有地十五郎 少佐：1918年7月5日 - 1919年9月15日
- （兼）水谷耕喜 中佐：1919年9月15日[10] - 1919年12月1日[11]
- （心得）保村禎一 大尉：1919年12月1日[11] - 1920年5月24日[12]
- 加来博胤 少佐：1920年5月24日[12] - 12月1日[13]
- 和田省三 少佐：1920年12月1日 - 1921年12月1日
- 彭城昌国 少佐：1921年12月1日[14] - 1922年12月1日[15]
- 清水長吉 少佐：1922年12月1日[15] - 1924年6月1日[16]
- 池田久雄 少佐：1924年6月1日[16] - 1925年4月1日[17]
- 清水他喜雄 大尉：1925年4月1日[17] - 1927年8月10日[18]
- （兼）田原吉興 大尉：1927年8月10日[18] - 1927年11月15日
- （兼）大石堅志郎 大尉：1927年11月15日[19] - 1928年5月16日[20]
- （兼）門前鼎 少佐：1928年5月16日 - 1928年9月27日
- 秋山輝男 少佐：1928年11月1日 - 1929年11月1日
- 有田貢 大尉：1929年11月1日[21] - 1931年4月1日[22]